# Ebon Stranneby
Ebon Stranneby, född 16 december 1927, död 22 januari 2015, var en svensk aktivist och författare som främst gjorde sig känd som förespråkare för rätten till ekologisk begravning och frystorkning av döda.
Mellan åren 1990-1994 var hon ordförande för Human-etiska förbundet (senare Humanisterna) och hon var även redaktör för tidningen Human-Etik.
Ebon Strannebys make Roland Stranneby dog den 6 januari 2006 med en önskan om att begravas genom metoden ekologisk begravning som innefattar frystorkning. Begravningsmetoden var dock inte tillåten och hon verkade därefter utan framgång för att kunna begrava maken genom ekologisk begravning. När hon själv dog i januari 2015 hade Roland Stranneby ännu inte begravts.
Ebon Stranneby gifte sig med Roland Stranneby 1951. Han drev tryckeriet Närketryck som han ärvt från sin far. De hade två barn, Dag Stranneby, professor och politiker, och Maud Stranneby, som tog över familjeföretaget.